# Violante di Castiglia
Violante di Castiglia (1265 – prima del 30 gennaio 1308) fu una principessa castigliana, signora di Biscaglia dal 1295.

## Origine
Violante, come conferma il Nobiliario del Conde de Barcelos Don Pedro, era figlia del re di Castiglia e di León e futuro re dei Romani, Alfonso X e di Violante d'Aragona(Infanta D. filha del Rey don Afonso de Castella e da Rainha dona Violante), che, come riporta la Cronaca piniatense, era figlia del Re di Aragona, Conte di Barcellona e delle altre contee catalane, re di Valencia e di Maiorca, signore di Montpellier e Carladès, Giacomo I il Conquistatore e della principessa ungherese Violante, figlia del re di Ungheria Andrea II e della principessa di Costantinopoli Iolanda di Courtenay.

Alfonso X, come riportano i documenti n° XX ed XXVII dei DOCUMENTOS DE LA Iglesia Colegial de Santa María la Mayor (hoy Metropolitana) DE VALLADOLID, Siglo XIII, era il figlio maschio primogenito del re di Castiglia, Ferdinando III e della sua prima moglie Elisabetta Hohenstaufen (detta Beatrice di Svevia alla corte di Castiglia) (Ferrandus Dei gratia Rex Castelle et Toleti una cum uxore mea Regina Beatrice et filiis meis Alfonso, Frederico, Fernando)(Ferrandus Dei gratia Rex Castelle et Toleti una cum uxore mea Regina Beatrice et filiis meis Alfonso, Frederico, Ferrando, Henrico), che, come riportano sia gli Annales Marbacenses era figlia del duca di Svevia e re di Germania, Filippo di Svevia (1179-1208, e di Irene Angelo (1181-1208), che secondo il Nicetae Choniatae Historia era figlia dell'imperatore di Costantinopoli, Isacco II Angelo e della prima moglie, Irene Tornikaina (ex priore coniuge libera susceptis, filiabus duabus et uno filio.... alteram" married "Siciliam regis Tangris filio), forse della famiglia dei Paleologi).

Scudo della famiglia de Haro.

## Biografia
Durante l'alleanza tra suo padre e il re di Navarra, Enrico I, come riporta il Diccionario biográfico español, Real Academia de la Historia, venne deciso di rafforzare i legami tra i due Paesi attraverso un matrimonio. Fu così che Violante venne promessa in sposa a Teobaldo, unico figlio maschio del re di Navarra. Le nozze però non vennero mai celebrate in quanto il principino morì nel 1273 in seguito ad una caduta. 
Qualche anno dopo venne data in sposa a Diego López V d'Haro, appartenente ad una delle famiglie più influenti della Castiglia, i de Haro; nel luglio 1282 vennero celebrate le nozze, tra Violante e Diego, fratello del signore di Biscaglia, Lope Díaz III, come confermano il capitolo XXI delle Memorias historicas del Rei Alonso el Sabio, ed era figlio del precedente signore di Biscaglia, Diego López III e di Costanza di Bearn, figlia del visconte di Bearn, Guglielmo II e sorella di Gastone VII.
Nel 1295 alla morte di suo fratello il re di Castiglia, Sancho IV, suo marito, Diego López V, occupò la Biscaglia, sottraendola alla nipote, María Díaz de Haro, che era cognata di Violante, in quanto moglie del fratello di quest'ultima, Giovanni di Castiglia.

Un documento del 1287 (1287.04.22 (era 1325). Santa Olalla) conferma che Diego era signore di Biscaglia e Violante era ancora in vita (Diego López de 
Haro, señor de Vizcaya, y por su mujer doña Violante, infanta de Castilla).
La data della sua morte è sconosciuta; in ogni caso, è anteriore al 30 gennaio 1308, quando suo figlio Lope Díaz fece una donazione per la sua anima al monastero di Santo Domingo de Silos. Tuttavia, il luogo della sua sepoltura è noto: il monastero di San Francisco de Burgos, dove aspettò alcuni anni per condividere l'eternità con il marito.

## Figli
Violante diede al marito quattro figli:
- Lope Díaz de Haro (1285-1322), signore di  Castrojeriz, Orduña e Balmaseda morto senza eredi[1];
- Fernando Díaz de Haro, erede del fratello delle signorie di Orduña e Valmaseda, sposò nel 1315 la principessa Maria del portogallo nipote di Alfonso III del Portogallo[1];
- Pedro Díaz de Haro, che morì bambino;
- María Díaz de Haro, signora di Tordehumos e moglie di Juan Núñez II de Lara[1].

## Ascendenza
|                             |                     |                         | Genitori                      |  |  | Nonni |  |  | Bisnonni           |  |  | Trisnonni             |  |
|                             |                     |                         |                               |  |  |       |  |  | Alfonso IX di León |  |  | Ferdinando II di León |  |
|                             |                     |                         |                               |  |  |       |  |  | Alfonso IX di León |  |  | Ferdinando II di León |  |
|                             |                     | Urraca del Portogallo   |                               |  |  |       |  |  | Alfonso IX di León |  |  |                       |  |
| Ferdinando III di Castiglia |                     |                         |                               |  |  |       |  |  | Alfonso IX di León |  |  |                       |  |
|                             |                     | Berenguela di Castiglia | Alfonso VIII di Castiglia     |  |  |       |  |  |                    |  |  |                       |  |
|                             |                     | Berenguela di Castiglia | Alfonso VIII di Castiglia     |  |  |       |  |  |                    |  |  |                       |  |
|                             |                     | Berenguela di Castiglia | Eleonora d'Inghilterra        |  |  |       |  |  |                    |  |  |                       |  |
| Alfonso X di Castiglia      |                     | Berenguela di Castiglia |                               |  |  |       |  |  |                    |  |  |                       |  |
|                             |                     | Filippo di Svevia       | Federico Barbarossa           |  |  |       |  |  |                    |  |  |                       |  |
|                             |                     | Filippo di Svevia       | Federico Barbarossa           |  |  |       |  |  |                    |  |  |                       |  |
|                             |                     | Filippo di Svevia       | Beatrice di Borgogna          |  |  |       |  |  |                    |  |  |                       |  |
| Beatrice di Svevia          |                     | Filippo di Svevia       |                               |  |  |       |  |  |                    |  |  |                       |  |
|                             |                     | Irene Angelo            | Isacco II Angelo              |  |  |       |  |  |                    |  |  |                       |  |
|                             |                     | Irene Angelo            | Isacco II Angelo              |  |  |       |  |  |                    |  |  |                       |  |
|                             |                     | Irene Angelo            | Irene                         |  |  |       |  |  |                    |  |  |                       |  |
| Violante di Castiglia       |                     | Irene Angelo            |                               |  |  |       |  |  |                    |  |  |                       |  |
|                             | Pietro II d'Aragona | Alfonso II d'Aragona    |                               |  |  |       |  |  |                    |  |  |                       |  |
|                             | Pietro II d'Aragona | Alfonso II d'Aragona    |                               |  |  |       |  |  |                    |  |  |                       |  |
|                             | Pietro II d'Aragona | Sancha di Castiglia     |                               |  |  |       |  |  |                    |  |  |                       |  |
| Giacomo I d'Aragona         | Pietro II d'Aragona |                         |                               |  |  |       |  |  |                    |  |  |                       |  |
|                             |                     | Maria di Montpellier    | Guglielmo VIII di Montpellier |  |  |       |  |  |                    |  |  |                       |  |
|                             |                     | Maria di Montpellier    | Guglielmo VIII di Montpellier |  |  |       |  |  |                    |  |  |                       |  |
|                             |                     | Maria di Montpellier    | Eudocia Comnena               |  |  |       |  |  |                    |  |  |                       |  |
| Violante d'Aragona          |                     | Maria di Montpellier    |                               |  |  |       |  |  |                    |  |  |                       |  |
|                             |                     | Andrea II d'Ungheria    | Bela III d'Ungheria           |  |  |       |  |  |                    |  |  |                       |  |
|                             |                     | Andrea II d'Ungheria    | Bela III d'Ungheria           |  |  |       |  |  |                    |  |  |                       |  |
|                             |                     | Andrea II d'Ungheria    | Agnese di Chatillon           |  |  |       |  |  |                    |  |  |                       |  |
| Iolanda d'Ungheria          |                     | Andrea II d'Ungheria    |                               |  |  |       |  |  |                    |  |  |                       |  |
|                             |                     | Iolanda di Courtenay    | Pietro II di Courtenay        |  |  |       |  |  |                    |  |  |                       |  |
|                             |                     | Iolanda di Courtenay    | Pietro II di Courtenay        |  |  |       |  |  |                    |  |  |                       |  |
|                             |                     | Iolanda di Courtenay    | Iolanda di Fiandra            |  |  |       |  |  |                    |  |  |                       |  |
|                             |                     | Iolanda di Courtenay    |                               |  |  |       |  |  |                    |  |  |                       |  |

### Fonti primarie
- (LA)  Monumenta Germaniae Historica, Scriptores, tomus XVII.
- (LA)  #ES DOCUMENTOS DE LA Iglesia Colegial de Santa María la Mayor (hoy Metropolitana) DE VALLADOLID, Siglo XIII.
- (LA)  Nicetae Choniatae Historia, Imperiii Isaacii Angeli
- (ES)  Crónica de San Juan de la Peña.
- (PT)  Nobiliario del Conde de Barcelos Don Pedro, Hijo del Rey Don Dionisio, Reyes de Portugal.
- (ES)  #ES Catálogo de la Colección Salazar y Castro

### Letteratura storiografica
- (ES)  #ES Memorias historicas del Rei Alonso el Sabio